# Episodi di Walker Texas Ranger (terza stagione)

Logo della terza stagione

La terza stagione della serie televisiva Walker Texas Ranger è stata trasmessa negli Stati Uniti sul canale statunitense CBS dal 24 settembre 1994 al 13 maggio 1995.
In Italia è andata in onda in prima visione su Italia 1 dal 13 ottobre 1997 al 17 aprile 1998.
| nº | Titolo originale                    | Titolo italiano              | Prima TV USA      | Prima TV Italia |
| -- | ----------------------------------- | ---------------------------- | ----------------- | --------------- |
| 1  | Badge of Honor                      | Abuso di potere              | 24 settembre 1994 | 13 ottobre 1997 |
| 2  | Branded                             | Marchio di infamia           | 1º ottobre 1994   | 13 ottobre 1997 |
| 3  | Silk Dreams                         | Droga mortale                | 8 ottobre 1994    | 13 ottobre 1997 |
| 4  | Mustangs                            | Santana                      | 15 ottobre 1994   | 13 ottobre 1997 |
| 5  | Till Death Do Us Part               | Finché morte non ci separi   | 22 ottobre 1994   | 13 ottobre 1997 |
| 6  | Rainbow Warrior                     | Il guerriero dell'arcobaleno | 5 novembre 1994   | 13 ottobre 1997 |
| 7  | The Road to Black Bayou: Part 1 & 2 | La strada della vendetta     | 12 novembre 1994  | 13 ottobre 1997 |
| 8  | The Road to Black Bayou: Part 1 & 2 | La strada della vendetta     | 19 novembre 1994  | 13 ottobre 1997 |
| 9  | Line of Fire                        | Linea di fuoco               | 26 novembre 1994  | 13 ottobre 1997 |
| 10 | Payback                             | La taglia                    | 10 dicembre 1994  | 13 ottobre 1997 |
| 11 | Tiger's Eye                         | La tigre                     | 17 dicembre 1994  | 13 ottobre 1997 |
| 12 | The Big Bingo Bamboozle             | Bingo!                       | 24 dicembre 1994  | 13 ottobre 1997 |
| 13 | Money Train                         | Un vagone d'oro              | 14 gennaio 1995   | 13 ottobre 1997 |
| 14 | Mean Streets                        | Bassifondi                   | 28 gennaio 1995   | 13 ottobre 1997 |
| 15 | Cowboy                              | Cowboy                       | 4 febbraio 1995   | 13 ottobre 1997 |
| 16 | War Zone: Part 1 & 2                | Zona di guerra               | 11 febbraio 1995  | 13 ottobre 1997 |
| 17 | War Zone: Part 1 & 2                | Zona di guerra               | 18 febbraio 1995  | 13 ottobre 1997 |
| 18 | Trust No One                        | Mai fidarsi...               | 25 febbraio 1995  | 13 ottobre 1997 |
| 19 | Blue Movies                         | Un passato che scotta        | 11 marzo 1995     | 13 ottobre 1997 |
| 20 | On Sacred Ground                    | Terra consacrata             | 29 aprile 1995    | 13 ottobre 1997 |
| 21 | Case Closed                         | Gli uomini del cielo         | 1º maggio 1995    | 13 ottobre 1997 |
| 22 | Flashback (Part 1 & 2)              | La leggenda di Cooper        | 6 maggio 1995     | 21 marzo 1998   |
| 23 | Flashback (Part 1 & 2)              | La leggenda di Cooper        | 6 maggio 1995     | 21 marzo 1998   |
| 24 | Standoff (Part 1 & 2)               | Il killer                    | 13 maggio 1995    | 17 aprile 1998  |
| 25 | Standoff (Part 1 & 2)               | Il killer                    | 13 maggio 1995    | 17 aprile 1998  |

## Abuso di potere
- Titolo originale: Badge of Honor
- Diretto da: Michael Preece
- Scritto da: Leonard Katzman

### Trama
Walker e Trivette, che stanno scortando un prigioniero, si fermano nella città di Adelaide e scoprono che lo sceriffo del posto odia la gente di colore arrestandola senza motivo. Costui se la prende anche con Trivette, che paga le cauzioni per i prigionieri facendoli uscire. Il ricordo di quell'uomo perseguita Trivette, che viene contattato dalla madre di uno dei prigionieri e gli dice che suo figlio è stato arrestato di nuovo. Trivette, non riuscendo ad avvisare Walker, parte da solo per Adelaide lasciandolo detto a C.D., ma una volta sul posto viene arrestato e rinchiuso in cella. Dal ragazzo che voleva salvare Trivette scopre che lo sceriffo addirittura elimina i prigionieri seppellendoli poi di nascosto e che loro due saranno i prossimi. C.D. riesce a trovare Walker e arrivano ad Adelaide, scoprendo la verità da un uomo stanco del suo sceriffo. Trivette è obbligato a scavare la sua fossa e Walker lo salva mentre stanno per sparargli, arrestando poi lo sceriffo corrotto a cui strappa la stella.
● Guest Star: Geoffrey Lewis (sceriffo), Hill Harper

## Marchio di infamia
- Titolo originale: Branded
- Diretto da: Jerry Jameson
- Scritto da: Calvin Clements Jr.

### Trama
Walker si reca a un rodeo assieme ad Alex e scopre che un suo amico ispettore è stato ucciso. L'uomo stava indagando su alcuni furti di bestiame, come spiega il suo giovane aiutante che insiste per unirsi alle indagini di Walker. Nonostante l'impegno del Ranger, i ladri riescono a sfuggire in quanto un informatore li avverte delle sue mosse. L'informatore è lo stesso aiutante, che essendo socio dei ladri fa il doppio gioco per aiutarli. Non riuscendo tuttavia a frenare Walker, che ha trovato a casa dell'ispettore una foto del camion usato nei furti, il giovane fa fuggire i suoi complici, lasciando nel loro covo una cartina con un percorso segnato. Sospettando un inganno, i Ranger noleggiano un elicottero e allargano le ricerche, riuscendo a trovare e a bloccare i ladri. Walker, che sospettava dell'aiutante, lo ritrova avendo messo una radiotrasmittente nella sua macchina. Il giovane cerca di corrompere Walker offrendogli una parte del bottino (un milione di dollari in totale) e al suo rifiuto tenta di ucciderlo, finendo però arrestato.

## Droga mortale
- Titolo originale: Silk Dreams
- Diretto da: Michael Preece
- Scritto da: Mitchell Wayne Katzman

### Trama
Una droga peggiore delle altre, chiamata Silk, si sta diffondendo nella zona; Alex affida ai Ranger il compito di scoprire chi la produce dopo che le indagini della polizia hanno fallito. Alex è perseguitata da un incubo in cui vede Walker finire ucciso in un laboratorio per mano di Trivette; intanto un boss della droga si offre di aiutare Alex, trovando lui il colpevole (in cambio il boss pretende che Alex chiuda le indagini contro di lui), ma Alex rifiuta dopo averne parlato con Walker. Il Ranger rimane ferito in un'esplosione in cui muore uno dei suoi informatori; successivamente lui e Trivette scoprono il laboratorio in cui viene prodotta la nuova droga e l'incubo di Alex sembra avverarsi. Trivette spara alle spalle di Walker, mirando però non al suo collega ma al criminale che tentava di ucciderlo (che si era rivelato l'informatore creduto morto nell'esplosione, nonché il creatore del Silk).

## Santana
- Titolo originale: Mustangs
- Diretto da: Tony Mordente
- Scritto da: Gordon T. Dawson

### Trama
Un uomo chiama Alex dicendole che vuole parlarle, ma viene ucciso prima di poterlo fare. L'uomo proteggeva i cavalli selvaggi e una sua vicina sospetta che sia quello il motivo della sua uccisione. Walker scopre che in zona c'è una sola mandria libera guidata da uno stallone di nome Santana. Il Ranger interroga i proprietari di una fattoria vicina, due fratelli, e Alex scopre che hanno intenzione di vendere il terreno a un'impresa edilizia, ma il testamento del padre impedisce loro di farlo finché vi saranno i mustang che lui amava. Per questo vogliono mandare i cavalli al macello e uno di loro ha ucciso l'uomo che li aveva scoperti. Anche Walker è vittima di un agguato, è creduto morto e i delinquenti prima di andarsene gli forano le ruote del fuoristrada. Il Ranger cattura uno dei cavalli per andarsene e a rimanere nel laccio è proprio Santana. Walker riesce a domare il cavallo, insegue i delinquenti e li ferma tutti tranne il loro capo. Si riunisce quindi a Trivette e alla vicina, ma il capo della banda arriva alle loro spalle e cerca di ucciderli: Santana si impenna e fa cadere l'uomo, che viene arrestato.

## Finché morte non ci separi
- Titolo originale: Till Death Do Us Part
- Diretto da: Alexander Singer
- Scritto da: Channing Clarkson e Sheree J. Wilson

### Trama
Walker si sta recando a un processo con Alex quando un'auto, per sfuggire a due pirati della strada, finisce in bilico su un ponte. Il Ranger riesce a tirarne fuori gli occupanti (una madre e la sua bambina) ma precipita lui stesso assieme alla macchina. Walker, soccorso dai vigili del fuoco e costantemente seguito da Alex, finisce in coma e viene ricoverato. Alex, Trivette e C.D. iniziano a parlare a Walker per accelerarne il risveglio e ricordano episodi passati che lo riguardano. Mentre Alex ottiene un rinvio al processo dove Walker doveva testimoniare, C.D. e Trivette identificano i due pirati della strada e li arrestano. Nonostante le sue condizioni siano gravi, Walker sopravvive al coma e successivamente si risveglia.

## Il guerriero dell'arcobaleno
- Titolo originale: Rainbow Warrior
- Diretto da: Jerry Jameson
- Scritto da: Larry Brody

### Trama
Sei Penne, il capo della tribù Cherokee è morto cadendo in un pozzo. Suo figlio, Billy Lupo Grigio, è convinto invece che sia stato ucciso e accusa uno dei sotto-capi di una società petrolifera, che intende aprire alcuni pozzi nella riserva, cosa a cui suo padre era assolutamente contrario. Billy fugge dopo lo scontro, ma sua sorella convince gli altri membri della tribù a non accettare l'apertura dei pozzi. Walker, arrivato con lo zio Ray per il funerale di Sei Penne, decide di indagare sulla faccenda e cerca Billy nella boscaglia; Trivette aiuta lo sceriffo nelle indagini trovando del sangue a casa di Sei Penne e le impronte sull'arma del delitto, un bastone da cerimonia. L'assassino è appunto l'uomo accusato da Billy, che ha mandato alcuni uomini a eliminare l'indiano prima che fornisca le prove. Billy, intenzionato a vendicare il padre, era fuggito per farsi inseguire dal criminale e ucciderlo, ma Walker riesce a convincerlo a rinunciare alla vendetta. Sia Walker che Billy restano feriti nello scontro con i delinquenti ma riescono a catturare l'assassino, che viene condannato. Il capo della società petrolifera, che era all'oscuro della faccenda, lascia una donazione alla riserva.

## La strada della vendetta
- Titolo originale: The Road of Black Bayou Part 1-2
- Diretto da: Michael Preece
- Scritto da: David Thoreau e Calvin Clements Jr.

### Trama
Walker, su consiglio del medico, organizza con Trivette e C.D. un fine settimana di pesca in un lago fuori città. La vacanza diventa aspra quando alcuni criminali si accorgono della presenza dei Ranger e adottano misure disperate per nascondere un grosso commercio di droga.

## Linea di fuoco
- Titolo originale: Line of Fire
- Diretto da: Tony Mordente
- Scritto da: Rick Husky

### Trama
Una grossa quantità di droga sequestrata viene rubata dal deposito della polizia. Uno degli agenti chiede aiuto a Walker e Alex, ma finisce ucciso davanti a loro, prima di potere spiegare la situazione. Il giorno dopo Alex è vittima di un attentato e rimane ferita; Walker inizia a indagare. Due agenti corrotti sono difatti agli ordini di un boss della droga e sono responsabili sia della morte del loro collega, che li aveva scoperti, sia dell'attentato ad Alex, commissionato dal boss. Uno dei due agenti si pente e cerca di avvisare i Ranger, ma viene ucciso dall'altro, che viene poi arrestato. Walker si presenta dal boss dicendogli che l'agente è pronto a testimoniare contro di lui: il criminale cerca di sbarazzarsene, ma l'uomo mandato a uccidere l'agente viene arrestato da Walker, mentre altri uomini mandati a eliminare Alex vengono catturati da C.D. e Trivette. I criminali vengono interrogati dai Ranger e Walker ottiene le prove contro il boss, andando ad arrestarlo.

## La taglia
- Titolo originale: Payback
- Diretto da: Alexander Singer
- Scritto da: Gordon T. Dawson

### Trama
In un parcheggio due ladri d'auto rubano un furgone destinato a un ragazzino paralizzato. Walker spara a uno dei ladri e lo uccide, riconoscendolo come un giovane che aveva arrestato tempo prima per spaccio di droga. Il Ranger sfugge ad alcuni attentati e scopre che qualcuno ha messo una taglia da un milione di dollari per chi lo ucciderà. Proseguendo le indagini per ritrovare il furgone, Walker e Trivette scoprono dalla sorella del ladro ucciso il nome del suo complice; secondo altre voci un potente e disonesto uomo d'affari sarebbe colui che ha messo la taglia su Walker. Egli è però innocente e fornisce indicazioni sul colpevole (un avvocato) e sul covo dei ladri d'auto. Anche l'avvocato è però solo un intermediario; con un trucco Walker finge di morire per fare uscire allo scoperto il mandante dell'omicidio, mentre si reca ad arrestare i ladri e a recuperare il furgone. Il criminale elimina intanto l'avvocato, ma Alex scopre la sua identità: è lo zio del giovane ucciso. Il delinquente tenta di vendicarlo uccidendo Walker in combattimento, ma viene arrestato.

## La tigre
- Titolo originale: Tiger's Eye
- Diretto da: Tony Mordente
- Scritto da: Nicholas Corea

### Trama
Un potente uomo di Dallas, amico di Walker, lo chiama disperato poiché sua figlia è stata rapita da alcuni criminali; la sua guardia del corpo non è tuttavia ben disposto verso i Ranger, preferendo risolvere la questione da solo. Egli spiega successivamente che i delinquenti, appartenenti alla mafia giapponese, sono in realtà interessati a vendicarsi di lui stesso. La guardia, che prima era un poliziotto, era stato catturato dalla mafia ma era riuscito a ingannare i mafiosi fingendosi uno di loro. Tempo dopo era stato scoperto e la Tigre, il capo dei mafiosi, aveva dato l'ordine di ucciderlo, ma l'uomo era fuggito negli Stati Uniti dopo avere inscenato la sua morte. La Tigre chiama il padre della ragazza chiedendo il riscatto e facendoselo portare dalla guardia per poterla eliminare. Una volta sul posto la guardia sfida la Tigre a ucciderlo personalmente e iniziano un duello con la spada: nel frattempo Walker e Trivette, scoperto il luogo dell'incontro, liberano la ragazza e catturano gli aiutanti del mafioso, che finisce ucciso dalla guardia.

## Bingo!
- Titolo originale: The Big Bingo Bamboozle
- Diretto da: Michael Preece
- Scritto da: Robert Wynne

### Trama
I Ranger scoprono che il padrone di una sala da bingo ricicla del denaro sporco; un'anziana signora, sua ex dipendente, sembra disposta a testimoniare contro di lui in tribunale. La signora, coinvolta nell'affare, in realtà fa di tutto per evitare il processo, sfugge alla sorveglianza di Alex dandole un sonnifero ma viene riportata in casa da C.D.; a una successiva fuga l'anziana finisce catturata dagli aiutanti del suo capo, venendo però salvata da C.D. e Walker. Il giorno dopo Walker cerca di portare la testimone in tribunale, ma la signora dopo avere fatto perdere l'aereo a entrambi riesce a fuggire durante una sparatoria. Si reca quindi alla tomba del marito, che usa in realtà come cassaforte perché l'uomo non è morto. La signora non può tuttavia fuggire con il bottino, poiché Walker la ritrova e la obbliga ad andare al processo.
- Questo episodio segna il debutto ufficiale del tema musicale della serie Eyes of a Ranger di Chuck Norris, che compare per la prima volta nei titoli di testa e di coda.

## Un vagone d'oro
- Titolo originale: Money Train
- Diretto da: Christian I. Nyby II
- Scritto da: Rick Husky

### Trama
Trivette, stressato dal lavoro di Ranger, riesce a convincere Walker a prendersi una pausa, durante la quale i due colleghi fanno da consulenti per un film. Walker diventa amico di un'attrice e quest'ultima le confida di essere preoccupata per suo fratello, che lavora nel film come controfigura e che ha avuto guai con la giustizia. Walker e Trivette scoprono che alcune persone stanno appunto progettando una rapina al treno e C.D. li avvisa che un convoglio con un vagone blindato era atteso a Dallas quel giorno, ma la rapina è già avvenuta. I ladri, narcotizzati i guardiani, hanno staccato il vagone blindato dirottandolo su un altro binario mentre il treno continuava la marcia. Nel frattempo l'attrice è stata presa in ostaggio dai ladri, avendo scoperto che suo fratello fa parte della banda, e il capo decide di ucciderla. Suo fratello tenta di difenderla e muore al suo posto. I Ranger scoprono il nascondiglio dei ladri e catturano la banda, mentre il capo, rifiutando di arrendersi, viene ucciso in una sparatoria da Walker.

## Bassifondi
- Titolo originale: Mean Streets
- Diretto da: Michael Preece
- Scritto da: Mitchell Wayne Katzman

### Trama
Un gruppo di teppisti ha preso l'abitudine di aggredire i vagabondi e di filmare le proprie "imprese" con una telecamera. Durante una di queste aggressioni la vittima muore e Walker inizia a indagare aiutato da una donna che vive anch'essa in strada, mentre Trivette cerca di risalire ai delinquenti dall'impronta di una delle loro scarpe. Uno dei teppisti vorrebbe intanto ritirarsi e dopo essere sfuggito al capo, che voleva affogarlo in piscina, si mette in contatto con Alex per denunciare i suoi complici. Il capo della banda, un giovane ricchissimo, continua tuttavia le aggressioni, dato che odia i barboni poiché suo padre, a suo dire, spreca l'eredità che dovrebbe toccare a lui per aiutare i senzatetto. Walker, travestito da vagabondo, coglie i teppisti sul fatto e li arresta: la denuncia del loro compagno e le prove dei loro stessi video li fanno condannare. La signora che aveva aiutato Walker per merito di C.D. trova un lavoro.

## Cowboy
- Titolo originale: Cowboy
- Diretto da: Christian I. Nyby III
- Scritto da: Richard Stanley

### Trama
Walker e Trivette accompagnano Alex a un colloquio di lavoro e Walker riconosce uno degli uomini presenti come un criminale di nome Victor LaRue; non riesce però a evitare che egli prenda in ostaggio un magnate del petrolio e altre tre persone, compresa Alex. LaRue, fuggito sull'elicottero del magnate dopo averne ucciso il pilota, porta gli ostaggi nel suo covo, dove Alex telefona di nascosto ai Ranger e tenta di convincere il delinquente a collaborare con la giustizia, riducendogli la condanna se sarà arrestato. LaRue tenta invece di violentare Alex, ma deve fuggire trascinandosi dietro gli ostaggi, costantemente inseguito da Walker, che lui chiama "cowboy" per il suo abbigliamento, e da Trivette. I due Ranger arrestano uno dei complici di LaRue e seguono l'uomo che sta portando il riscatto fino al nuovo covo del criminale. LaRue ha intenzione di eliminare i prigionieri schiacciando il furgone dove li ha rinchiusi, ma viene sconfitto da Walker che salva Alex e gli altri ostaggi.
- Questo episodio ha avuto due seguiti: il primo è Il ritorno di LaRue e il secondo Il processo LaRue.

## Zona di guerra
- Titolo originale: War Zone: Part 1 & 2
- Diretto da: Michael Preece
- Scritto da: Gordon T. Dawson

### Trama
Una banda di rapinatori compie una serie di rapine travestendosi da clown ma, durante una di queste rapine, uno di loro uccide un amico di Walker. Alla fine Walker riesce a catturare la banda.

## Mai fidarsi...
- Titolo originale: Trust No One
- Diretto da: Tony Mordente
- Scritto da: Fred McKnight (soggetto); Terry D. Nelson e Rick Kelbaugh (sceneggiatura)

### Trama
Walker e Trivette catturano alcuni falsari, che poi sono costretti a rilasciare perché il fratello di uno di loro ha pagato la cauzione. Quando Trivette consegna il denaro falso alla polizia, ne mancano cinque milioni e il Ranger viene accusato di averli rubati, perciò viene sospeso. Walker, convinto dell'innocenza del suo amico, sospetta del pilota che lavorava per i falsari, nel frattempo sparito; la situazione si complica poiché il pilota finisce ucciso e Trivette aggredisce il giornalista che lo accusava. In seguito i due Ranger arrestano nuovamente la banda e Walker scopre che il ladro è la moglie del pilota, coinvolta nella sua morte (andando a trovarlo nel suo nascondiglio sapeva che i delinquenti l'avrebbero seguita). La donna cerca di fuggire, ma Walker e Trivette la inseguono a bordo dell'aereo, bloccandola. Trivette viene assolto e rientra in servizio.
● Guest Star: Robert Culp, Dirk Blocker, Crystal Chappell, Charles Frank, Danny Kamin

## Un passato che scotta
- Titolo originale: Blue Movies
- Diretto da: Michael Preece
- Scritto da: Calvin Clements Jr.

### Trama
Un giudice chiama Alex e Walker a un incontro segreto, ma viene ucciso prima di raccontare ciò che aveva scoperto. Walker tuttavia cattura il killer che per ridursi la pena fa il nome del suo mandante, un potente uomo d'affari coinvolto in vari crimini, che era stato scoperto dal giudice. Prima di potere testimoniare il killer viene ucciso a sua volta e Walker, non avendo altre prove, cerca di incastrare l'uomo d'affari sfruttando il fatto che quest'ultimo aveva prodotto alcuni film pornografici usando anche un'attrice minorenne. Walker trova la donna, nel frattempo sposata e madre di due bambini, che però si vergogna del suo passato e non ha intenzione di testimoniare. Per sfuggire agli uomini del boss la donna convince il marito a trasferirsi in un'altra città; i criminali tuttavia la catturano e la gettano in un lago con un peso addosso. Walker la salva, mentre Trivette arresta i delinquenti: la donna infine testimonia al processo facendo condannare l'uomo d'affari. Dopo il processo Alex scopre che il suo assistente era la talpa e lo fa arrestare da Walker e Trivette.

## Terra consacrata
- Titolo originale: On Sacred Ground
- Diretto da: Joe Coppoletta
- Scritto da: Gordon T. Dawson

### Trama
Durante l'inaugurazione di un museo sugli indiani d'America, a cui sono presenti anche Walker e Alex, un gruppo di giovani indiani vi entra a cavallo devastando il locale. Billy Lupo Grigio, amico di Walker, gli spiega che quei reperti erano stati rubati distruggendo i cimiteri e quei giovani, tra i quali c'è anche suo figlio, volevano vendicare l'offesa ai loro antenati. Walker, obbligato ad arrestare il figlio di Billy, è aggredito dagli amici del ragazzo, che lo liberano. Il Ranger promette tuttavia a Billy che fermerà i ladri di reperti. Essi, sorpresi a rubare dai ragazzi, ne feriscono uno durante una sparatoria e uccidono lo sciamano che si era ritirato nel cimitero a pregare. Walker e Billy riescono tuttavia a rintracciare il gruppo di giovani e soccorrono il ferito. Billy e suo figlio, riappacificati, aiutano quindi Walker nella cattura della banda facendo giustizia.
- Guest star: August Schellenberg, Adam Beach

## Gli uomini del cielo
- Titolo originale: Case Closed
- Diretto da: Tony Mordente
- Scritto da: Steven L. Sears

### Trama
In una cittadina in cui sarebbero caduti degli ufo anni prima Walker e Alex vedono strane luci nel cielo e soccorrono una bambina, la quale sostiene che suo padre, un pilota d'aerei, è stato rapito dagli alieni. Walker porta la piccola da un medico, rifiutandosi di consegnarla ad alcuni militari che la cercavano. Il giorno seguente alcuni uomini cercano di uccidere la bambina, Alex e il dottore legandoli e incendiando la casa; Walker li salva e inizia a indagare su una base militare con l'aiuto di una giornalista. Il Ranger scopre che i militari compiono esperimenti con i raggi laser (da cui le luci), che il pilota è trattenuto nella base e che l'attentato è stato commissionato da alcune persone al suo interno, che tentano di eliminare lo stesso Walker. Il Ranger si salva e, avendo conquistato la fiducia del comandante, ottiene che il pilota venga rilasciato, ritornando dalla sua bambina. La giornalista, trovando un vecchio filmato tra gli oggetti di suo zio (finito ucciso per essersi avvicinato troppo alla base) scopre il segreto che i militari nascondono: gli alieni erano effettivamente atterrati anni prima, e da allora sono tenuti nascosti nella base militare.
● Guest Star: Eric Christmas, Dirk Benedict, Leah Kalish

## La leggenda di Cooper
- Titolo originale: Flashback: Part 1-2
- Diretto da: Tony Mordente
- Scritto da: Jim Byrnes

### Trama
Un anziano trova una moneta appartenente al tesoro di Hayes Cooper, un Ranger del Far West, ma viene poi ucciso da alcuni rapinatori che si precipitano a recuperare il resto del tesoro. Walker racconta a Trivette la storia di Cooper, poi prosegue l'inseguimento dei banditi da solo, senza accorgersi che essi hanno gettato nella sua auto un serpente a sonagli. Walker viene morso e va in delirio, iniziando a sognare le vicende di Cooper che, assieme a un militare di nome Loockett, insegue a sua volta una banda di assassini. Mentre continua la sua visione su Cooper, Walker, sceso dall'auto e ormai svenuto, è minacciato da un puma, ma un'apparizione di Cooper mette in fuga l'animale. Walker viene soccorso da Trivette e Alex che lo portano in ospedale. Una volta guarito Walker riprende la caccia ai banditi; uno dei rapinatori ferisce Trivette e sta per colpire anche Walker, ma una nuova apparizione di Cooper distrae l'uomo che spara contro il fantasma. Recuperato il tesoro Walker si reca alla tomba di Cooper, che considera il migliore dei Ranger.

## Il killer
- Titolo originale: Standoff: Part 1-2
- Diretto da: Michael Preece
- Scritto da: Tom Blomquist, Rick Husky e Terry D. Nelson

### Trama
Un politico messicano, Raphael Mendoza, è ospite della città di Dallas; l'uomo è odiato dai criminali perché ha aumentato la lotta alla droga e durante un convegno qualcuno tenta di ucciderlo. L'attentato fallisce, ma il killer inseguito da Walker riesce a fuggire. Guardando una lista di nomi di noti killer americani Walker riconosce l'uomo in questione con il nome di Philip Brouchard, uno dei più abili killer professionisti, assoldato per grosse somme quando si tratta di eliminare politici importanti. Walker, Trivette e un amico di Walker, Jesse, iniziano a indagare su Brouchard e riescono a giungere all'albergo dove soggiorna il killer. Quest'ultimo coglie di sorpresa Walker, che riesce a difendersi, ma il criminale gli sfugge. Mendoza non intende farsi affidare protezioni e annuncia che parteciperà a una serata di beneficenza entro qualche giorno; Walker non è d'accordo ma rispetta il politico. Inoltre gli viene impedito di proteggerlo di persona poiché ha già fallito una volta. Le misure di sicurezza vengono affidate al superficiale Larry Teckler, al quale Walker fa una sfuriata con i fiocchi dopo avere visto le sue misere misure di protezione. Nel frattempo Brouchard libera quindici dei migliori criminali catturati da Walker e gli promette di pagarli facendo di loro i suoi uomini per l'attacco alla serata. Arrivato il giorno all'interno della struttura tra gli oltre duecento invitati ci sono anche Alex, C.D., e Jesse, che tenta di fare uscire Mendoza, ma gli uomini di Brouchard glielo impediscono. Quest'ultimo si rivela e prende in ostaggio tutti i presenti. Walker e Trivette, venuti a conoscenza della situazione, si precipitano al palazzo dove si tiene la serata. Teckler manda un elicottero sul tetto credendo che riesca a penetrare nell'edificio, ma gli uomini di Brouchard hanno circondato il palazzo e uccidono i poliziotti sull'elicottero. Walker, grazie a un macchinario in grado di volare creato da un suo amico, riesce a salire sul tetto e a neutralizzare gli uomini sul tetto. Brouchard avverte Teckler pretendendo la scarcerazione di un boss della droga, Ernesto Espinosa. Il passato da Ranger di C.D. lo spinge a ribellarsi, ma l'anziano viene subito fermato dai delinquenti che anzi lo feriscono. Intanto Walker sta eliminando man mano tutti gli uomini nella struttura. Brouchard, accortosi che il Ranger è nell'edificio, lo sfida a fermarlo e uccide anche un ostaggio. Teckler, non potendo fare nulla, accondiscende a fare rilasciare Espinosa che viene portato da Trivette. Eliminati man mano tutti i suoi uomini, Brouchard prende in ostaggio Mendoza. Arrivato Espinosa viene però ucciso da Brouchard, che aveva ricevuto una data somma per farlo liberare, ma una somma maggiore per ucciderlo. Walker e Jesse tentano di fermare l'uccisione di Mendoza riuscendoci, ma Brouchard fugge nei sotterranei inseguito dal Ranger; gli ostaggi vengono liberati e C.D. viene portato all'ospedale. Comincia un inseguimento nella struttura tra Walker e Brouchard. Walker, sfuggito a un'esplosione nel sotterraneo, nota la barba finta del killer vicino a un ospizio e vi entra. Il killer, travestito da anziano e nascosto tra i pazienti, cerca di uccidere Walker con un cavo, ma il Ranger riesce a difendersi e ad arrestarlo dopo un lungo combattimento. All'ospedale C.D. si riprende.